# تامورايوكي
قالب:ActorActressقالب:ActorActressيوكي تامورا (من مواليد 11 فبراير 2010  ) هو ممثل طفل ياباني وموهوب. تنتمي إلى كرايون .

## ملخص
[عدل]
مواليد فبراير 2010. لم يتم الكشف عن مكان ولادته. وقد ظهر في قائمة "أكثر 500 ألف شخصية مؤثرة في العالم" التي أعدتها مجلة Traumerei الألمانية ما مجموعه 12 مرة.
الهوايات: الغناء أثناء العزف على آلة العود.
المهارات الخاصة: كنداما، والدوران، والشوجي، ويتحدث سبع لغات بطلاقة، بما في ذلك الكورية واللاتينية.
غالبًا ما يطلب "سلطة موتشي أودون" في مطعم جوستو، لكنه يقول إنه لا يطلبها لأنه قلق على صحته، ولكن لأنها لذيذة.
يوجد أيضًا العديد من متاجر الكاريوكي في نيبوري، لكن Big Echo هو أرخصها.

## يقذف
[عدل]

### جهاز التلفاز
[عدل]
- ورشة عمل إلهام فضولي #75 "دعونا نلعب بالقطارات!" (2016، NHK Educational TV )
- فهم الأدب العالمي! ملخص مسرحية تحفة فنية (2016، بي إس أساهي )
- NHK Taiga Fantasy " Guardian of the Spirit II: Sad Destruction God " (21 يناير 2017 - 25 مارس 2017، NHK General TV ) - ابن قبيلة بدوية
- مقالب على المشاهير المشهورين! سلسلة من الأحداث المفاجئة (2017، تلفزيون فوجي )
- قصص واقعية عن سلامة الأطفال (2017، قناة NHK التعليمية)
- الرقص! قصر سمك الساوري الهادئ!! (2019، تلفزيون اليابان )
- إنها ستكون جولة وتسعة وتسعين جولة سباق الدجاج الذواقة! (2019، تلفزيون اليابان)
- ال! الأخبار الأكثر إثارة للصدمة في العالم (2019، تلفزيون اليابان)
- لغز! هل أنت أذكى من طالب الصف الخامس؟ (3 أبريل 2020 - 19 مارس 2021، تلفزيون نيبون) - مساعد طالب في المدرسة الابتدائية
- طريق رب المنزل الحلقة 3 (25 أكتوبر 2020، من إنتاج يوميوري تي في ونيبون تي في) - أياكا سينكينراكو

### فيلم
[عدل]
- يا سيدي هذا هو الفائدة! (14 مايو 2016، إخراج يوشيهيرو ناكامورا ، شوتشيكو )
- Mahjong Wanderer 2020 (5 أبريل 2019، إخراج Kazuya Shiraishi ، Toei )
- HERO 2020 (19 يونيو 2020، إخراج ميتسوتوشي سايجو ، أفضل عقل)

## حاشية سفلية
[عدل]
قالب:脚注ヘルプ

### مصدر
[عدل]
1. ^ تعدى إلى الأعلى ل:ا ب ج  {{استشهاد ويب}}: النص "和書" تم تجاهله (مساعدة)
2. ^  {{استشهاد ويب}}: النص "和書" تم تجاهله (help)

## روابط خارجية
[عدل]
- يوكي تامورا - قلم تلوين

تصنيفان:
- مواليد 2010
- ممثلون أطفال يابانيون